# 湊町 (千葉県)
湊町（みなとまち）は、千葉県君津郡（天羽郡）にかつて存在した町である。現在の富津市の中部に位置している。
以前は富津市役所が旧町域内の旧天羽町役場に置かれていたが、1992年11月に現在地（下飯野）に移転した。

## 沿革
- 1889年（明治22年）4月1日 - 町村制施行により、湊村、数馬村、岩坂村、和合村、桜井村が合併し、天羽郡湊町が発足。
- 1897年（明治30年）4月1日 - 天羽郡が統合されて君津郡となる。
- 1913年（大正2年）4月 - 君津郡湊町の旅館「万歳館」が自動車部を設立し、千葉県初のバス路線として木更津港 - 上総湊間を開業[1]。日東交通の前身となる[1]。
- 1915年（大正4年）1月15日 - 国鉄木更津線（現：内房線）木更津駅 - 上総湊駅間の延伸に伴い上総湊駅が開業。
- 1955年（昭和30年）3月31日 - 金谷村、竹岡村、天神山村と合併して天羽町を新設。同日湊町廃止。

## 交通

### 鉄道
- 国鉄（現：JR東日本）
  - 房総西線：上総湊駅

### バス
- 日東交通
  - 君津郡木更津町とともに、千葉県で初めてバス路線が通った地域である[1]。

### 道路
- 房総街道（現国道127号）